# Gloydius ussuriensis
Gloydius ussuriensis är en ormart som beskrevs av Emelianov 1929. Gloydius ussuriensis ingår i släktet Gloydius och familjen huggormar. Inga underarter finns listade i Catalogue of Life.
Arten förekommer i nordöstra Kina, på Koreahalvön samt i angränsande områden av Mongoliet och Ryssland. Honor lägger inga ägg utan föder levande ungar.